# Darija Klišina
Darija Igorevna Klišina (rus. Дарья Игоревна Клишина) (Tver, 15. siječnja 1991.) - ruska atletičarka u skoku u dalj.
Pobijedila je na Europskom olimpijskom festivalu mladih 2007., a te iste godine i na
Svjetskom juniorskom prvenstvu s rekordom prvenstva 6,47 metara. 
Dvije sezone kasnije pobijedila je na Europskom juniorskom prvenstvu. Tamo je postavila novi svjetski juniorski rekord od 6,80 metara. Na početku 2010., osvojila je 5. mjesto na Svjetskom dvoranskom prvenstvu. Nekoliko mjeseci kasnije, skočila je 7,03 m, što je ruski juniorski rekord. 
Godine 2011., postala je europska dvoranska prvakinja i europska prvakinja na natjecanju do 23 godine s rekordnih 7,05 m. Na Svjetskom atletskom prvenstvu u južnokorejskom Daegu 2011. bila je 7. Na kraju sezone 2011. godine, zauzela je 3. mjesto u anketi zvijezda u usponu europske atletike u organizaciji Europske atletske federacije. Bila je 4. na Svjetskom dvoranskom prvenstvu u Istanbulu 2012.
Privlači pažnju medija i zbog ljepote. Uvrštena je među najljepše športašice na Olimpijskim igrama u Londonu 2012.

## Vanjske poveznice
- Profil Darje Klišine na stranicama Svjetske atletske organizacije